# Suka Pindah (Lubuk Pinang)
Suka Pindah is een bestuurslaag in het regentschap Muko-Muko van de provincie Bengkulu, Indonesië. Suka Pindah telt 745 inwoners (volkstelling 2010).